# Microsoft Lumia 540
 (janvier 2021).
Si vous disposez d'ouvrages ou d'articles de référence ou si vous connaissez des sites web de qualité traitant du thème abordé ici, merci de compléter l'article en donnant les références utiles à sa vérifiabilité et en les liant à la section « Notes et références ».
Le Microsoft Lumia 540 est un smartphone conçu et assemblé par le constructeur Microsoft Mobile. Il fonctionne sous le système d'exploitation Windows Phone 8.1.
Il sort le 16 mai 2015, Microsoft ayant procédé à quelques améliorations techniques de son Lumia 535 afin de mieux satisfaire les pays émergents avec un affichage et une caméra améliorée.